# The Bachelor - L'uomo dei sogni
The Bachelor - L'uomo dei sogni è stato un reality show trasmesso da Canale 5 in prima serata dal 26 giugno 2003 per cinque settimane.
Condotto da Cristina Parodi e diretto da Duccio Forzano, il programma era basato su un format di origine statunitense e trasmesso dalla ABC nel 2002, intitolato anch'esso The Bachelor. La versione italiana è stata adattata da Barbara Boncompagni, Fabrizio Gasparetto e Christophe Sanchez.
Nel 2007 nè è stato proposto un rifacimento dal titolo L'uomo perfetto, prodotto da Endemol Italia per la piattaforma satellitare Sky, trasmesso da Sky Vivo e condotto da Ellen Hidding.

## La trasmissione
L'obiettivo della trasmissione era trovare la donna ideale per il "bachelor" ("lo scapolo") protagonista della trasmissione, rappresentato nell'unica edizione realizzata da Francesco Peccarisi, ex calciatore pugliese e imprenditore. Da una suite di un lussuoso hotel di Roma, poteva osservare la vita di venti ragazze dai 22 ai 30 anni che vivevano all'interno di una villa a Ronciglione (VT) per contendersi lo "scapolo d'oro". Peccarisi osservava così gli incontri di ciascuna delle ragazze con famiglia e amici, valutandone quindi i modi con un occhio di riguardo al bon ton, avendo anche la possibilità di incontrare le pretendenti in cene a lume di candela o weekend in capitali europee.
Durante la puntata settimanale, in onda in prima serata, la conduttrice Cristina Parodi commentava da uno studio i filmati registrati durante l'ultima settimana insieme ai protagonisti.
Dopo cinque puntate delle sette previste (la chiusura fu anticipata a causa dei bassi ascolti), Peccarisi scelse come "donna ideale dell'uomo dei sogni" la genovese Sabrina Poddine, che vinse un anello di fidanzamento del valore di 15.000 euro.

### Accoglienza
La trasmissione non raccolse i consensi del pubblico e della critica, che reputava ormai troppo abusata la formula del corteggiamento in televisione, rappresentata già da diversi programmi tra i quali Uomini e donne.
In particolar modo, il reality fu battuto negli ascolti dal diretto concorrente in onda su Rai 1, la trasmissione di Antonella Clerici Adesso sposami, anch'essa incentrata su temi sentimentali; la prima puntata del programma di Cristina Parodi ottenne infatti poco più di tre milioni di ascoltatori e uno share del 16,88%, risultato nettamente inferiore ai quattro milioni e 417.000 (25,31%) sintonizzati su Rai 1. Il produttore Giorgio Gori motivò i bassi ascolti affermando che a causa della stagione estiva il bacino d'ascolto era più anziano e meno interessato a questo tipo di produzione.
A causa del suo insuccesso, la trasmissione fu ridotta a cinque puntate rispetto alle sette previste.